# Rue des Prémontrés (Liège)
La rue des Prémontrés est une rue du centre de Liège dans le quartier latin reliant l'avenue Maurice Destenay et la rue André Dumont au quai Paul Van Hoegaerden.

## Odonymie
Les Prémontrés sont des religieux qui se sont installés à l'abbaye de Beaurepart en 1288 et y sont restés jusqu'à la période révolutionnaire de la fin du XVIIIe siècle. L'abbaye de Beaurepart abrite aujourd'hui l'évêché de Liège et l'espace Prémontrés (ancien Grand Séminaire). En 1623, l'artère qui comprenait aussi l'actuelle place des Carmes était alors appelée rue de Beaurepart et, vers 1750, rue de Beaureport.

## Situation et description
Située entre deux ronds-points, cette rue large et plate relie le quartier des Chiroux à la rive gauche de la Meuse. La rue possède un îlot d'immeubles modernes érigés à la fin du XXe siècle. 

## Architecture
- L'ancienne abbaye de Beaurepart[2] est reprise sur la liste du patrimoine immobilier classé de Liège depuis 1977.
- Le Centre sportif du grand séminaire de l'évêché a été construit en 1965 par le groupe EGAU. Il se compose de volumes parallélipipédiques implantés au sein d'un espace arboré[3].

## Voies adjacentes
- Avenue Maurice Destenay
- Rue André Dumont
- Place des Carmes
- Rue du Vertbois
- Quai Paul Van Hoegaerden